# Нанн, Тони
Энтони Стюарт (Тони) Нанн (англ. Anthony Stuart Nunn; 24 мая 1927, Хэмблдон, Суррей — 7 мая 2025) — английский и британский хоккеист на траве, нападающий. Бронзовый призёр летних Олимпийских игр 1952 года.

## Биография
Тони Нанн родился 24 мая 1927 года в британской деревне Хэмблдонв графстве Суррей.
Играл в хоккей на траве за «Хокс» из Байфлита и сборную южных графств.
В 1952 году вошёл в состав сборной Великобритании по хоккею на траве на летних Олимпийских играх в Хельсинки и завоевал бронзовую медаль. Играл на позиции нападающего, провёл 3 матча, мячей не забивал.
В 1954 году дебютировал в сборной Англии в товарищеском матче против сборной Уэльса.
Умер 7 мая 2025 года в возрасте 97 лет.